# Премия Оскара Кокошки
Премия Оскара Кокошки (нем. Oskar-Kokoschka-Preis) — одна из значимых и крупнейших наград в области современного искусства.
Является государственной премией Австрийского федерального правительства с 1980 года; вручается каждые два года 1 марта — в день рождения Оскара Кокошки, в честь которого названа. Председателем жюри является соответствующий на момент присуждения премии ректор Венского университета прикладного искусства. Денежное вознаграждение 20 тысяч €.

## Лауреаты премии
| - 1957 год — Рикарда Якоби - 1981 год — Ханс Хартунг - 1983 год — Марио Мерц - 1985 год — Герхард Рихтер - 1986 год — Зигфрид Анцингер - 1987 год — Ричард Артшвагер (отказался) - 1990 год — Art/Brut Center Gugging - 1992 год — Агнес Мартин - 1994 год — Яннис Кунеллис - 1996 год — Джон Балдессари - 1998 год — Мария Лассниг | - 2000 год — Вали Экспорт - 2002 год — Илья Кабаков - 2004 год — Гюнтер Брус - 2006 год — Марта Рослер - 2008 год — Уильям Кентридж - 2010 год — Раймонд Петтибон - 2012 год — Йоко Оно - 2014 год — Петер Вайбель - 2016 год — Андреа Фрейзер - 2018 год — Марта Юнгвирт |